# Тимор
Тимо́р (индон. Pulau Timor, тетум Timor, порт. Timor) — остров в южной части Малайского архипелага, разделённый между двумя независимыми государствами: Восточным Тимором и Индонезией. Площадь — 30 800 км². Наивысшая точка — г. Татамайлау — 2963 м. 

## География

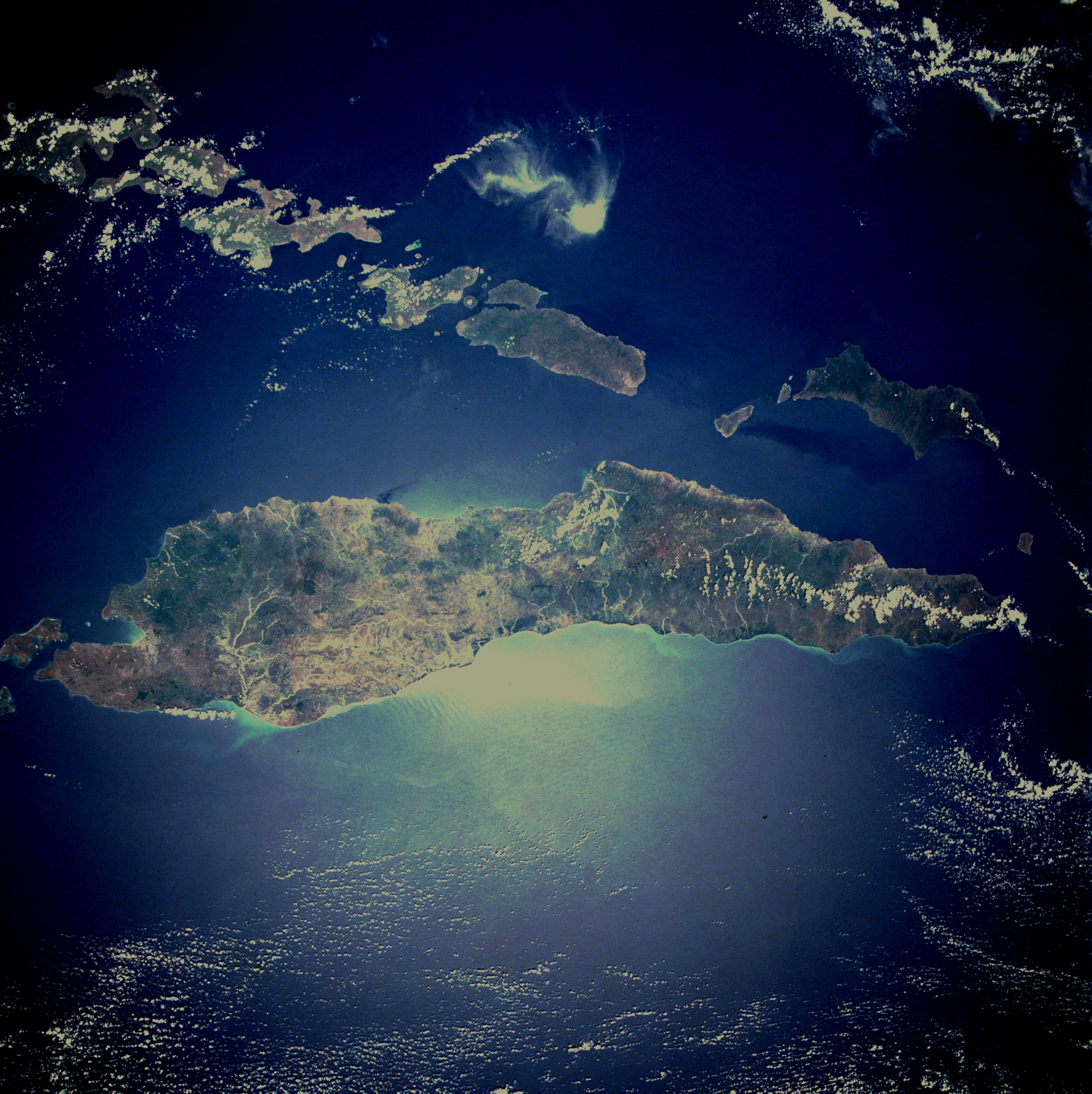
Вид на Тимор из космоса

Тимор расположен к северу от Австралии и является одним из самых восточных Зондских островов. Вместе с Сумбой, Бабаром и соответствующими меньшими островами Тимор образует южный внешний архипелаг Малых Зондских островов с внутренними островами Флорес, Алор и Ветар на севере, и за их пределами Сулавеси.
Тимор — главный остров внешней дуги Банда, который был отделен столкновением с австралийским континентом. Тимор имеет более старую геологию и испытывает недостаток в вулканической природе северных Малых Зондских островов. Ориентация главной оси острова также отличается от его соседей. Эти особенности были объяснены в результате его нахождения на северном краю Индо-Австралийской плиты, когда она столкнулась с Евразийской плитой и продвигалась в Юго-Восточную Азию. Климат включает в себя долгий сухой сезон с сильными ветрами из Австралии. Реки на острове составляют Южный и Северный Лакло в Восточном Тиморе.
Крупнейшие города на острове — провинциальная столица Купанг в Западном Тиморе, Индонезия и португальские колониальные города Дили, а также Баукау в Восточном Тиморе. Плохие дороги затрудняют транспортировку во внутренние районы, особенно в Восточном Тиморе. Восточный Тимор является бедной страной с проблемами здравоохранения, включая малярию и лихорадку денге. Источники доходов включают газ и нефть в Тиморском море, выращивание кофе и туризм.

## История
Самая ранняя историческая запись об острове Тимор — Нагаракретагама XIV века, Песнь 14, которая идентифицирует Тимур как остров в царстве Маджапахит. Тимор был включен в древние яванские, китайские и индийские торговые сети 14-го века как экспортёр ароматического сандалового дерева, рабов, мёда и воска и был заселён как португальцами в конце 16-го века, так и голландцами, основавшими Купанге в середине XVII века.
Будучи самым близким островом с европейским поселением в то время, Тимор был местом нахождения Уильяма Блая и моряков, верных ему после печально известного мятежа на «Баунти» в 1789 году. Именно там выжившие после гибели «Пандоры», посланные арестовать мятежников «Баунти», высадились в 1791 году после того, как их корабль затонул на Большом Барьерном рифе.

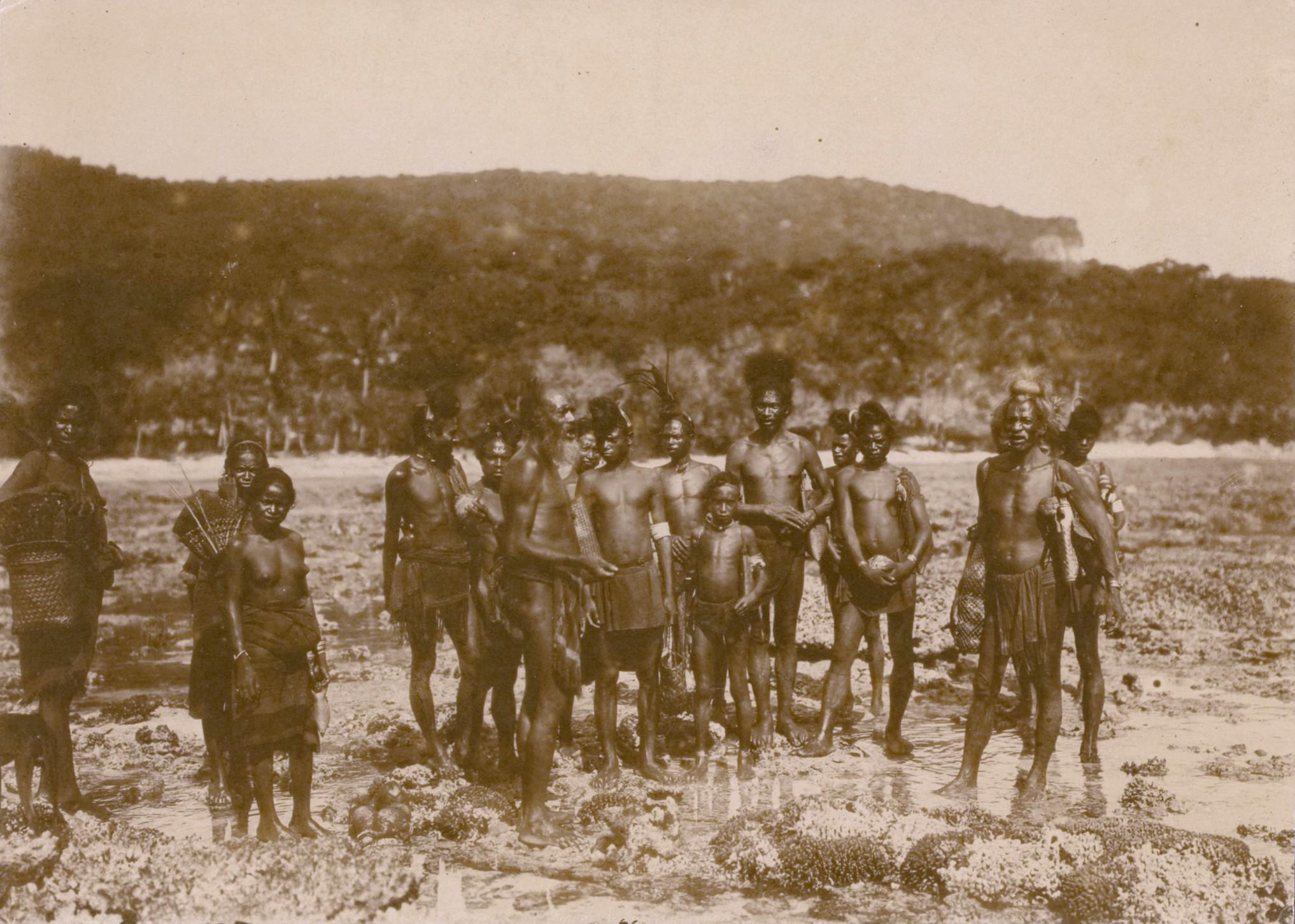
Жители португальского Тимора в 1899-1900 годах

На протяжении веков остров был политически разделен на две части. Голландцы и португальцы боролись за контроль над островом, пока он не был разделён по договору в 1859 году, но он всё ещё формально не решил вопрос о делении до 1912 года. До 1949 года Западный Тимор был известен как Голландский Тимор, после чего он стал индонезийским Тимором, частью Индонезии, которая была сформирована из старой Нидерландской Ост-Индии; в то время как Восточный Тимор был известен как португальский Тимор, португальская колония до 1975 года. Он включает в себя эксклав Окуси-Амбено в Западном Тиморе.
Хотя Португалия сохраняла нейтралитет во время Второй мировой войны, в декабре 1941 года Португальский Тимор был оккупирован австралийскими и голландскими войсками, которые ожидали японского вторжения. Японские войска заняли весь остров с 1942 по 1945 год. Им оказали сопротивление в партизанской кампании, первоначально проведенной австралийскими коммандос.
После «революции гвоздик» в Португалии в 1974 году португальцы начали уходить с Тимора, последующие внутренние волнения и страх перед коммунистической партией привели к вторжению Индонезии, которая выступила против концепции независимого Восточного Тимора. В 1975 году Индонезия аннексировала Восточный Тимор и получила название «Тимор Тимур» или «Тим-Тим». Индонезия считала его 27-й провинцией страны, но это никогда не признавалось Организацией Объединенных Наций (ООН) или Португалией.

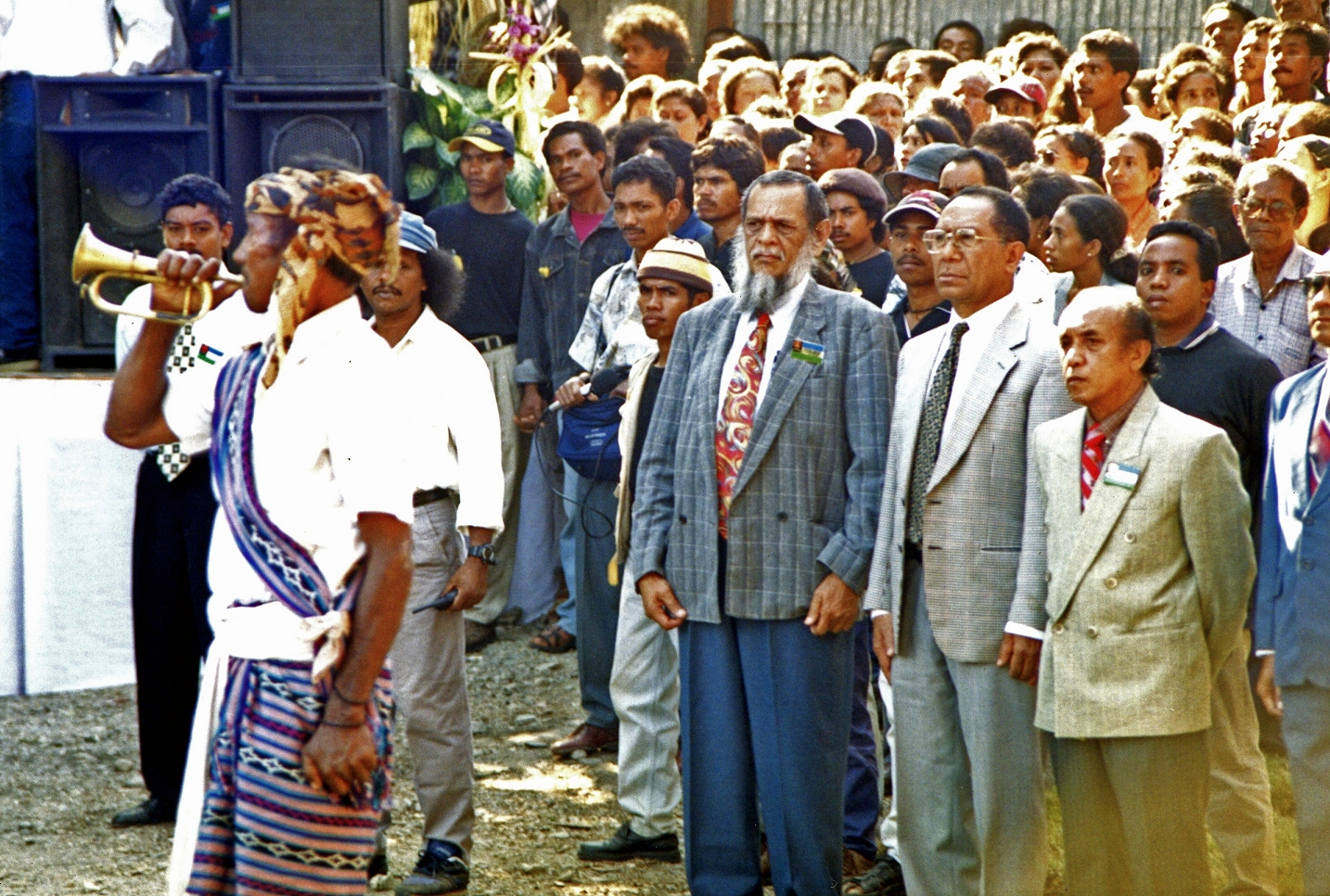
Мануэль Карраскалао на митинге перед референдумом о независимости Восточного Тимора в 1999 году

Народ Восточного Тимора с помощью ФАЛИНТИЛ, военного крыла ФРЕТИЛИН, оказал сопротивление 35 000 индонезийских военнослужащих в ходе длительной партизанской кампании, но весь остров оставался под контролем Индонезии до референдума, проведённого в 1999 году в рамках спонсируемого ООН соглашения между Индонезией и Португалией, в рамках которого его люди отклонили предложение автономии в пределах Индонезии. Затем ООН временно управляла Восточным Тимором, пока он не стал независим как Тимор-Лешти в 2002 году под руководством лидера ФАЛИНТИЛ Шананы Гусмана.
Сообщается, что с 2001 года группа людей на индонезийской стороне Тимора активно пытается создать Великое Тиморское государство. Однако нет никаких реальных доказательств того, что жители Западного Тимора, большинство из которых являются выходцами из племени атони и являются традиционным врагом восточнотиморцев, заинтересованы в присоединении к своим племенным врагам. Кроме того, движение за независимость Восточного Тимора никогда не претендовало на Западный Тимор, ни до вторжения Индонезии, ни после. Точно так же правительство Восточного Тимора полностью признаёт существующие границы Индонезии как унаследованные от Нидерландской Ост-Индии. Это похоже на позицию, занятую Папуа-Новой Гвинеей в отношении Западной Новой Гвинеи, когда первая стала независимой от Австралии.

## Административное деление
Остров Тимор разделён между двумя независимыми государствами: Восточным Тимором и Индонезией (4 округа и 1 городской муниципалитет).
- Восточный Тимор — 15 007 км², 1 066 409 чел. (2010)
- Индонезия (Западный Тимор) — 14 660 км², 1 662 056 чел. (2010)
  - Купанг (город) — 160 км², 335 585 чел.
  - Округ Купанг — 5437 км², 303 998 чел.
  - Округ Белу — 2446 км², 352 400 чел.
  - Округ Южный Центральный Тимор — 3947 км², 440 470 чел.
  - Округ Северный Центральный Тимор — 2670 км², 229 603 чел.

## Население
Антропологи выделяют одиннадцать различных этнолингвистических групп на Тиморе. Самыми крупными являются атони в Западном Тиморе и тетумы в Центральном и Восточном Тиморе. Большинство коренных тиморских языков принадлежат к тиморско-бабарской ветви австронезийских языков, на которых говорят на индонезийском архипелаге. Хотя лексические доказательства отсутствуют, считается, что неавтронезийские языки Тимора связаны с языками, на которых говорят на Хальмахере и в Западной Новой Гвинее. Некоторые настолько смешаны, что трудно сказать, из какой семьи они происходят.
Официальными языками Восточного Тимора являются тетум и португальский, а в Западном Тиморе — индонезийский. На индонезийском также широко говорят и понимают в Восточном Тиморе.
Около 90 % населения христиане, но христианство распределяется неравномерно, поскольку на Западном Тиморе — 58 % протестантов и 37 % католиков, а Восточном Тиморе — 98 % католиков и 1 % протестантов. Ислам и анимизм составляют большую часть остатка — около 5 %.